# Kenji Ito
Kenji Ito (Mie, 29 juni 1976) is een voormalig Japans voetballer.

## Carrière
Kenji Ito speelde tussen 1995 en 2000 voor Cosmo Oil Yokkaichi, Nagoya Grampus Eight en Jatco.